# Mariette Zenners
Mariette Zenners est une présentatrice de télévision luxembourgeoise. 
Après des études de journalisme à Bruxelles, elle retourne dans son pays, où elle se retrouve présentatrice du journal télévisé du week-end sur RTL Télé Lëtzebuerg, la principale chaîne du pays.
Mariette Zenners présente aussi les journées électorales luxembourgeoises, est reporter pour la chaîne privée et commente les événements touchant la famille grand–ducale.
On estime qu'un journal télévisé présenté par Mariette Zenners est regardé par environ 71 % du public luxembourgeois présent devant son écran [réf. nécessaire]. Elle réalise également des reportages pour le journal télévisé.